# Yves Vidal
 (janvier 2021).
Si vous disposez d'ouvrages ou d'articles de référence ou si vous connaissez des sites web de qualité traitant du thème abordé ici, merci de compléter l'article en donnant les références utiles à sa vérifiabilité et en les liant à la section « Notes et références ».
Pour les articles homonymes, voir Vidal.
Yves Vidal, né le 27 novembre 1946 à Pernes-les-Fontaines (Vaucluse), est un homme politique français,. 

## Biographie
Cadre commercial de profession, il est marié et père de deux enfants.
Membre du Parti socialiste de 1974 à 1991, il devient le 1er secrétaire de la fédération des Bouches-du-Rhône en mai 1986, la veille de la mort de Gaston Defferre. Il est élu à l'Assemblée nationale le 12 juin 1988 pour la IXe législature dans la Dixième circonscription des Bouches-du-Rhône et siège au sein du groupe PS jusqu'en 1991, puis en tant que non-inscrit,. Il démissionne du PS en 1991 à l'arrivée de Bernard Tapie. Il est le seul député socialiste à ne pas voter pour le traité de Maastricht à cause de la porte ouverte sur la mondialisation non contrôlée. En 1992, il adhère au MRG et reste au sein des non-inscrits. Son mandat se termine à la fin de la législature, le 1er avril 1993. Il ne se représente pas et cède son siège à Bernard Tapie contraint par son mouvement et membre du PRG comme lui. Il devient en 1993 président de la fédération des Bouches-du-Rhône du MRG, dont il est également membre du bureau national, secrétaire national au contentieux. 
Au niveau local, il est élu conseiller municipal de Grans en 1977, réélu à huit reprises jusqu'en 2020. En 1983, il devient adjoint au maire, Paul Pelen, avant de lui succéder en 1987. 
Conseiller régional d’opposition sous la présidence Gaudin de 1989 à 1992, il est réélu en 1998 et 2004 et continue de siéger jusqu'en 2010. Il est vice-président et président de la commission sécurité de 2004 à 2010. 
Il est vice-président de l'agglomération Ouest Provence à partir de 2003, chargé de la culture de 2003 à 2012 puis des finances. De 2004 à 2016, il est président de Clesud, 2e plateforme logistique de France avec 75 000 m2 de bâtiment. À partir de 2013, il est également membre du comité consultatif de réflexion sur la future métropole marseillaise à la suite d'un décret du Premier ministre pour préparer la création de cette métropole. Il fait partie des 111 maires sur 119 qui s'y opposent et c'est également la raison de sa présence aux élections sénatoriales de 2014 sur la liste de Jean-Noël Guerini qui s'oppose à la création de la métropole dans des conditions trop centralisatrices. En juillet 2020, Martine Vassal lui propose d'entrer au bureau de la métropole avec comme délégation le foncier économique (sur le conseil de territoire CT5 Istres), où il a la charge des finances, des travaux et des déchets.
À la suite de la démission en avril 2021 du conseiller départemental Frédéric Vigouroux, dont il était suppléant, il lui succède dans le canton de Salon-de-Provence-2. Il se représente lors des élections départementales du 27 juin suivant, avec sa colistière sortante Martine Amselm avec laquelle il est élu au 2e tour avec 59 % des 41 % de votants. Il siège au département avec la délégation « chasse et pêche ».
Réélu maire de Grans une dernière fois en mars 2020 avec plus de 74 % des voix, il démissionne de son poste et de son siège au conseil métropolitain en avril 2022 et laisse sa place à Philippe Leandri.
Il célèbre les mariages de l'émission de télé-réalité Mariés au premier regard pour les saisons 2016 à 2021.

## Synthèse des mandats
Assemblée nationale
- 1988-1993 : Député de la 10e circonscription des Bouches-du-Rhône

Conseil municipal
- 1977 : Conseiller municipal de Grans
- 1983-1987 : 1er adjoint au maire de Grans
- 1987-2022 : Maire de Grans (élu au 1er tour en 1989, 1995, 2001, 2006, 2008, 2014 et 2020)

Conseil régional
- 1989-1992; 1998-2010 : Conseiller régional de Provence-Alpes-Côte d'Azur
- 2004-2010 : Vice-président de la région PACA
- 2003-2022 : Vice-président du syndicat intercommunal ouest Provence, chargé des finances.

Conseil départemental
- depuis 2021 : Conseiller départemental des Bouches-du-Rhône, élu dans le canton de Salon-de-Provence-2